# Der Fünfminutenvater
Der Fünfminutenvater, auch unter dem Titel Der 5-Minuten-Vater geführt, ist ein österreichischer Filmschwank aus dem Jahre 1951 von J. A. Hübler-Kahla. Hauptdarsteller Karl Fischer lieferte auch die Vorlage, das gleichnamige Bühnenstück.

## Handlung
In einem winterlich verschneiten Alpendorf. Durch einen Lawinenabgang wird ein Gasthof von der Außenwelt abgeschnitten, da die Zugangsstraße nun nicht mehr passierbar ist. Dadurch kommt es zu allerlei Verwicklungen zwischen den Menschen, die in diesem Mikrokosmos eingeschlossen und „gefangen“ sind. Zu den feststeckenden Wirtshaus- bzw. Hotelgästen zählen der soignierte amerikanische Opernsänger Mr. Peabody samt Butler, ein alerter Krimiautor, eine Musikkapelle und der uneheliche Sohn der Wirtin, was bislang als streng gehütetes Geheimnis behandelt wurde. Der junge Mann sucht nämlich in diesem allgemeinen Tohuwabohu seinen Erzeuger, den titelgebenden Fünfminutenvater.

## Produktionsnotizen
Der Fünfminutenvater wurde zum Jahresbeginn 1951 von einer kleinen Kufsteiner Filmgesellschaft im Filmatelier von Wien-Schönbrunn sowie mit Außenaufnahmen in Galtür-Patznauntal hergestellt. Der Film wurde am 18. Mai 1951 in Wien uraufgeführt, die deutsche Premiere fand am 3. August 1951 in München statt. 
Georg M. Reuther übernahm die Produktionsleitung. Otto Pischinger schuf die Filmbauten.
Evelyn Künneke singt das Chanson “Frag’ mich nicht was gestern war”. Es spielt das Matauschek-Trio.

## Kritiken
Im Filmdienst heißt es: „Bauernschwank für bescheidene Ansprüche.“